# Chevrolet Corvette (C4)

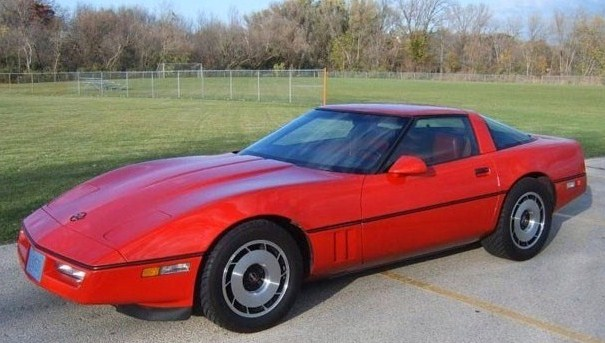
Corvette Coupé de 1984

El Chevrolet Corvette (C4) es un automóvil deportivo muscle car producido por la división Chevrolet de General Motors desde el 1983 con el modelo 1984 hasta el 1996. Los editores de la Guía del Consumidor declararon: "El primer Corvette totalmente rediseñado en 15 años era más sofisticado y más práctico que el aclamado Shark. Y al igual que las generaciones anteriores, el nuevo C4 sólo mejoró con el tiempo." Volvió el descapotable con motores de altas prestaciones, ejemplificados por los 375 HP (280 kilovatios) del LT5 en el ZR-1. A principios de marzo de 1990, el ZR-1 establecería un nuevo récord en las 24 horas-5000 millas por ir más de 175 mph (282 kilómetros por hora). Aunque los precios aumentaron, aun cuando las ventas disminuyeron, la cuarta generación de Corvette ganó su propio público fiel. El último C4 se produjo el 20 de junio de 1996.

## Historia
El Corvette C4 era conocido por su evolución, aspecto elegante y moderno. Con las características salidas de aire a los lados en las aletas delanteras de fibra de vidrio de sus antepasados, los parachoques y paneles traseros del C4 fueron hechos de plástico moldeado SMC, un poliéster reforzado con fibra de vidrio fabricado por moldeo por compresión. El coupé C4 fue el primer modelo de producción del Corvette en tener una ventana trasera panorámica practicable de vidrio sin división (la edición limitada de 1982 "Edición de Coleccionista" fue el primer Corvette equipado con esta función) para un mejor acceso al maletero. También tenía los nuevos frenos de disco con pinzas de aluminio. El Corvette C4 venían de serie con un tablero electrónico digital con pantalla de cristal líquido para el velocímetro, tacómetro y otras funciones importantes del motor.
El C4 representa una ruptura con la anterior generación de Corvette por su chasis completamente nuevo y un elegante estilo moderno. Las regulaciones de emisiones seguían cambiando y la gestión electrónica del motor aún estaba en su infancia; la potencia era baja en comparación con las generaciones anteriores. Por lo tanto, el énfasis principal durante su diseño, al menos para el lanzamiento, estaba en el manejo. El precio a pagar por este énfasis fue peor confort de marcha, sobre todo con el Z51 con el paquete opcional para aumentar la manejabilidad.
El C4 no hizo uso de la construcción separada de carrocería y chasis al igual que sus predecesores. En su lugar, utiliza lo que GM denomina un "UniFrame", que consistía en un marco perimetral tradicional, con los marcos de puertas, marco del parabrisas, arco de seguridad y la parte trasera (bandeja y suelo del maletero integrado en un conjunto soldado). Este vehículo no es monocasco, ya que ninguno de los paneles exteriores de la carrocería eran partes estructurales. Debido a una decisión de diseño por utilizar una parte superior Targa en lugar de T-tops, no hubo parte estructural desde el marco del parabrisas hacia el arco del pilar C, al contrario del C3. Esto requiere rieles laterales muy altos en el marco para mantener la rigidez del chasis y, como resultado, los umbrales de las puertas eran bastante profundos, con entrada y salida comparado por revistas de automóviles contemporáneos con una experiencia de "caer al salir". La parte superior targa estaba atornillada en su lugar, convirtiéndose en un componente estructural, en lugar de simplemente desprenderse como T-tops. A pesar de los largueros del bastidor de altura, el C4 era propenso a los traqueteos y chirridos, especialmente la parte superior, el targa. El freno de emergencia, que se encuentra entre el umbral de la puerta y el asiento del conductor, se movió más abajo y hacia la parte trasera del coche en 1988 para facilitar la entrada y la salida.
De 1984 a 1988, el Corvette estaba disponible con una transmisión Doug Nash 4 + 3 manual de 4 velocidades acoplada a una automática con overdrive de 3 velocidades, accionando el overdrive para las tres marchas superiores con un botón en la consola. Esta transmisión inusual fue una sinergia que permite al Corvette mantener una buena velocidad crucero añadiendo un overdrive. Mientras que la tecnología avanzaba, fue sustituido por un moderno cambio manual ZF de 6 velocidades. Sin embargo, el rendimiento C4 fue obstaculizado por su motor L98 de 250 HP (186 kilovatios) hasta 1992, cuando la segunda generación del "Small-Block LT1 Chevy" se introdujo, mejorando notablemente el rendimiento. 1996 fue un punto culminante de desarrollo del Small-Block LT4 de Chevrolet y sus 330 HP (246 kilovatios) que se introdujo en todos los vehículos de transmisión manual.
El Corvette de 1986, vio la reintroducción del descapotable y fue nombrado como el auto de seguridad de Indianapolis 500. 1986 también vio la introducción del sistema pasivo antirrobo "Pass Key I", en el que cada tecla contiene una bolita especial que podría ser detectado e identificado por el sistema informático del coche mediante la detección de la resistencia eléctrica. Siendo temprano en el despliegue de esta nueva tecnología, solo había 15 diferentes valores disponibles de resistencia, que, una vez que los ladrones descubrieron esta debilidad, redujo notablemente la seguridad de este sistema.
En 1983, 44 Corvettes fueron fabricados con Número de identificación del vehículo (VIN), pero ninguno de ellos fue lanzado al público, debido a las nuevas normas restrictivas de contaminación en California que este modelo no podría superar y se pasó a fabricar directamente el de 1984, que fueron producidos durante 17 meses. Todos fueron destruidos, excepto uno con el VIN 1G1AY0783D5100023 (en color blanco con interior azul medio), con un motor V8 L83 de 5,7 L (350 plgs³) y 205 HP (153 kilovatios), transmisión automática de 4 velocidades y fue retirado al Museo Nacional de Corvette en Bowling Green, Kentucky. Curiosamente llamado en su día "el supervivente" volvió a sobrevivir al hundimiento de citado museo.

## ZR-1 (1990–1995)

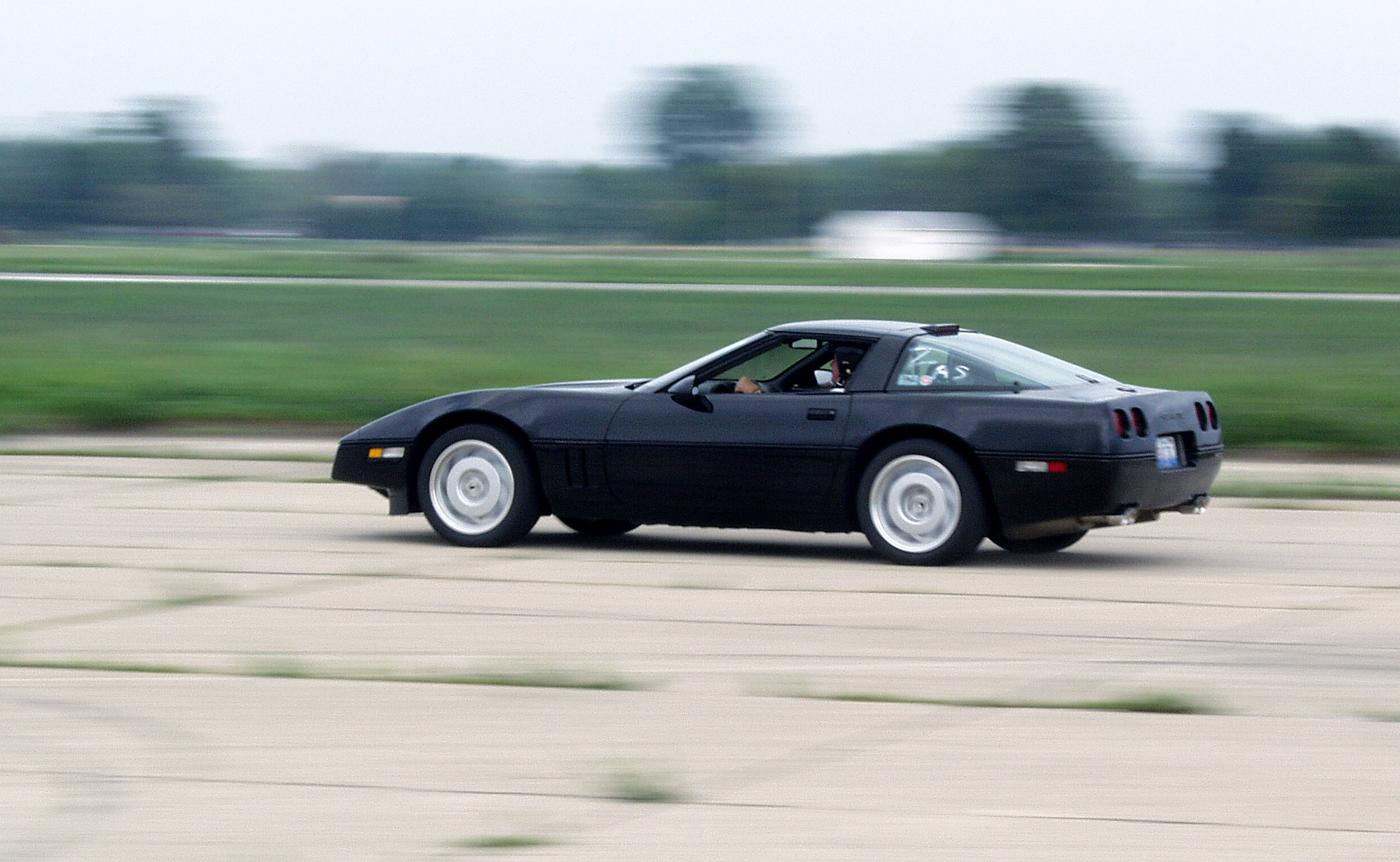
Corvette ZR-1 de 1990

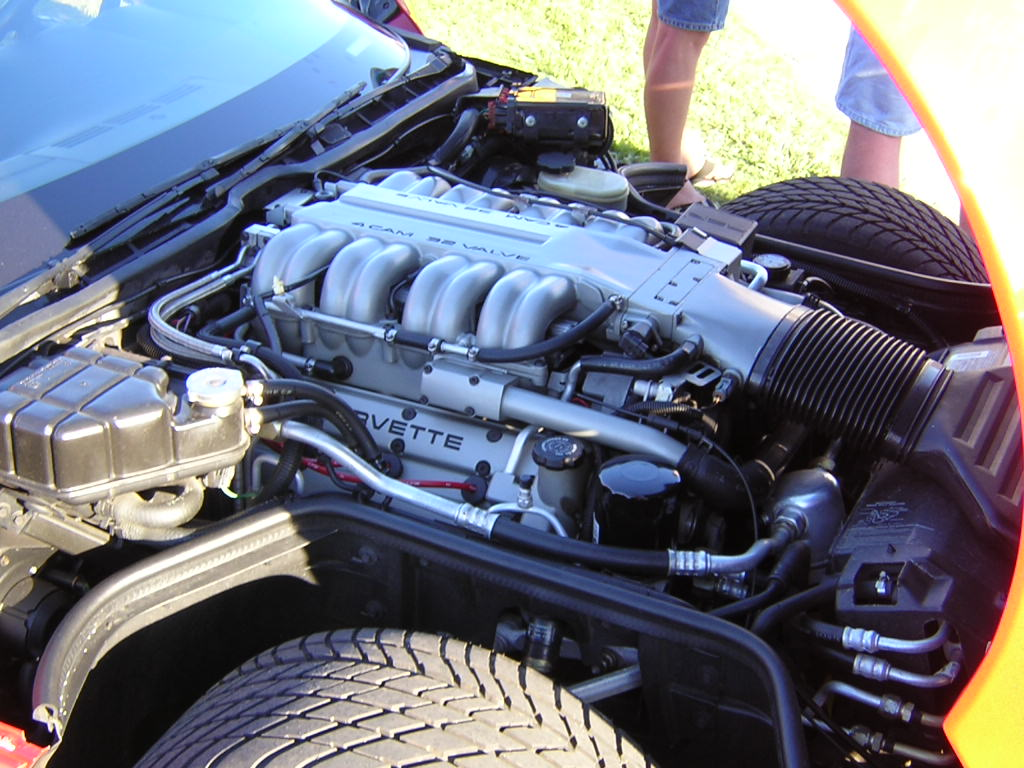
Un motor V8 LT5 de GM en un C4 ZR-1

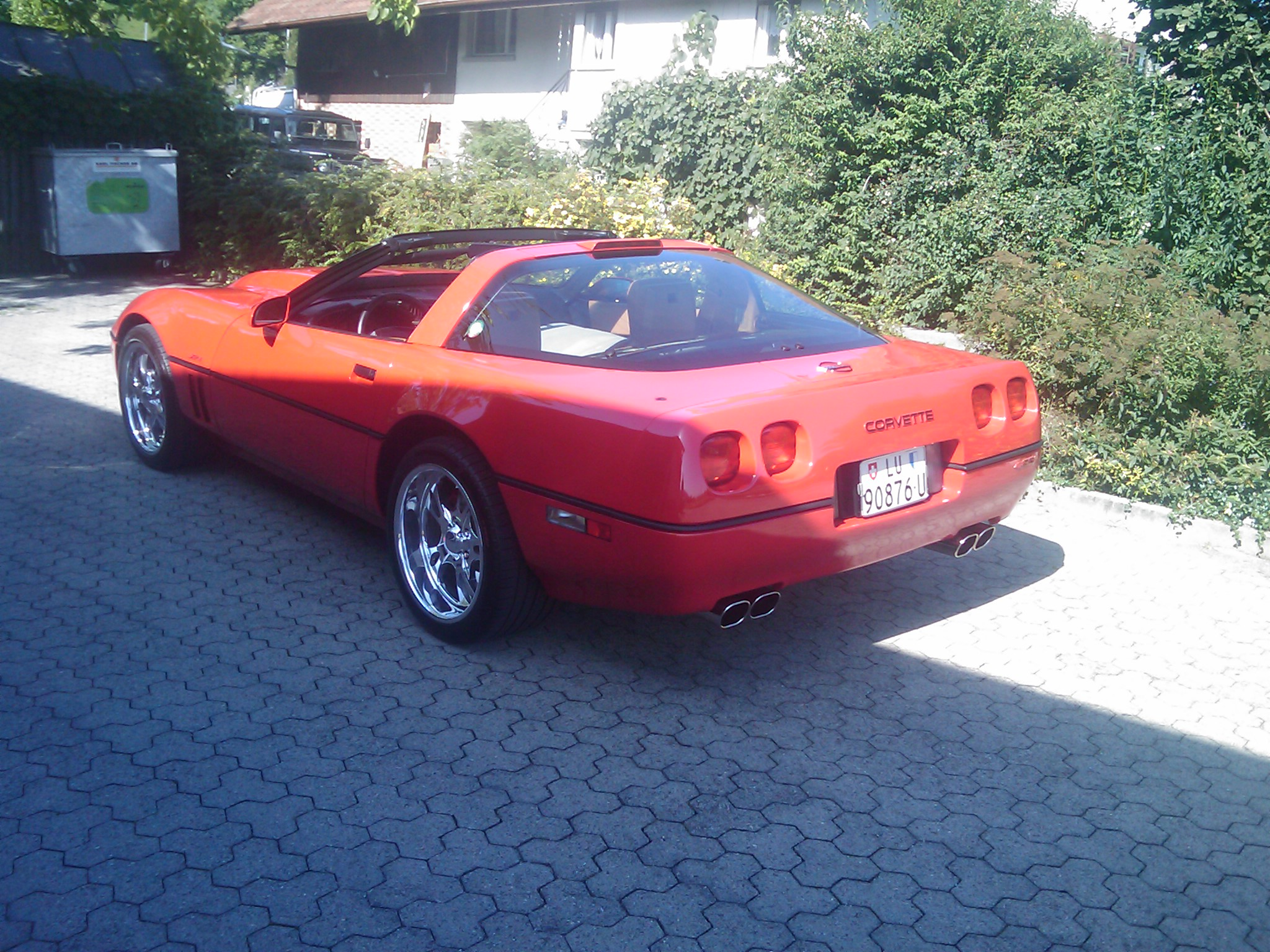
Vista trasera de un Corvette ZR-1 de 1992

Durante 1986, General Motors adquirió el Grupo Lotus, la consultora de ingeniería y fabricación de automóviles en el Reino Unido. La división Corvette se acercó Lotus con la idea de desarrollar el coche de producción más rápido del mundo, basado en la generación de Corvette C4. Con el aporte de GM, Lotus diseña un nuevo motor para colocar en lugar del L98 V8 del estándar C4. El resultado fue lo que GM apodado el LT5, un V8 con bloque de aluminio con los mismos centros de calibre del L98, pero con cuatro árboles de levas y 32 válvulas. Lotus también diseñó un sistema único de gestión de aire para el motor para proporcionar una banda de potencia más amplia mediante el corte de 8 de los 16 corredores de admisión y los inyectores de combustible cuando el motor estaba en parte-del acelerador, mientras que todavía da el ZR-1 375 HP (280 kilovatios) con el acelerador abierto. Además del motor, Lotus ayudó a GM a diseñar en el ZR-1 (que en la versión prototipo fue llamado "King of the Hill") los sistemas de frenado y dirección mejoradas, así como a escoger la configuración de la "FX3" estándar de control de amortiguación activa ajustable para el coche, que ayudaba a garantizar que el vehículo fuera algo más que un muscle car con un motor grande y sin capacidad real en la pista.
GM reveló que el motor requería un montaje especial y que ni la planta de Corvette en Bowling Green, Kentucky, ni ninguna de sus instalaciones de producción normales podría manejar la carga de trabajo, por lo que la Corporación Mercury Marine de Stillwater, Oklahoma fue contratada para montar los motores y enviarlos a la fábrica de Corvette en Bowling Green, donde se estaban montando los ZR-1.
El vehículo salió a la venta en 1990 y solo estaba disponible como un coupé. Fue distinguible de otros cupés de Corvette por su sección de cola más ancha, ruedas traseras de 11 pulgadas (27,9 cm) y su nueva trasera convexa con cuatro pilotos traseros de forma cuadrada y una tercera luz de freno CHMSL (center high mounted stop lamp) en la parte superior del vidrio de la puerta, en vez de entre las luces traseras.
El ZR-1 aparece impresionante tanto en términos de capacidades de aceleración y manejo, pero llevaba consigo un precio asombrosamente alto para el ZR-1 de 375 HP (280 kilovatios) en 1990, que fue de USD$  58 995, casi el doble del precio de uno no ZR-1 con 250 HP (186 kilovatios), y habían disparado los precios a $ 66 278 en 1995; incluso algunas unidades hasta $ 100 000. Esto significaba que el ZR-1 estaba compitiendo en el mismo rango de precios de coches como el Porsche 964, por lo que era difícil de vender para los concesionarios de GM.
En 1991, el modelo ZR-1 y la base recibió actualizaciones en el chasis, el interior, y las ruedas. La trasera convexa que fijó el 1990 ZR-1, se abrió camino a todos los modelos, por lo que el caro ZR-1 era aún menos distinguible. Otros cambios fueron realizados en 1992, incluyendo insignias extras ZR-1 en los guardabarros y la introducción del ASR o el control de tracción. Para el año modelo 1993, se hicieron modificaciones en el diseño de Lotus de las cabezas de los cilindros, sistema de escape y tren de válvulas del LT5, elevando la potencia hasta 405 HP (302 kilovatios). Además, un nuevo sistema de control de emisiones de recirculación de gases de escape mejorado. El modelo se mantuvo casi sin cambios en el modelo del año 1995, después de que el ZR-1 se interrumpió como resultado de la disminución del interés, el desarrollo de los motores de la serie LS, el costo y la llegada de la generación C5. Un total de 6939 ZR-1 fueron fabricados durante un período de seis años.
El ZR-1 era extremadamente rápido: de 0-60 mph (97 kilómetros por hora) en 4,4 segundos, y en más de 180 mph (290 kilómetros por hora); y el gran rendimiento del motor LT5 fue igualado por su robustez. Como prueba de ello, el ZR-1 estableció un número de registros internacionales y mundiales en una pista de pruebas en Fort Stockton, Texas el 1 de marzo de 1990, verificado por la FIA (Federación Internacional del Automóvil), incluyendo records internacionales:
- 100 mi (161 kilómetros) a 175,6 mph (282,6 kilómetros por hora)
- 500 mi (805 kilómetros) a 175,503 mph (282,4 kilómetros por hora)
- 1000 mi (1609 kilómetros) a 174,428 mph (280,7 kilómetros por hora)
- 5000 mi (8047 kilómetros) a 173,791 mph (279,7 kilómetros por hora) (Récord mundial)
- 12 Horas Endurance a 175,523 mph (282,5 kilómetros por hora)

### ZR-1 Prototipo de suspensión activa (1990)
Se basaba en ZR-1, pero incluye la suspensión hidráulica activa del GTP Corvette de carreras. Fue desarrollado como un prototipo para una edición limitada en el modelo del 1990.
25 vehículos de suspensión activa se construyeron en la planta de Bowling Green.
Un prototipo fue vendido en 2009 en una subasta de Barrett-Jackson en Palm Beach por $60 000.

## B2K Callaway Twin-Turbo
En 1987 la opción B2K apareció en los concesionarios. El precio de la opción era casi igual al precio base del Corvette.
El B2K Callaway Corvette era una opción para los de producción regular (RPO), era la única vez en la historia de Chevrolet se le confía una tecnología avanzada RPO alto rendimiento al fabricante especialista B2K. Esta opción fue esencial para lograr que un grupo selecto de Corvette llegase a un nivel de rendimiento más alto. Aunque a menudo se compara con el ZR-1 de Chevrolet, que eran simplemente dos enfoques diferentes para resolver el problema de traer un Corvette de rendimiento superior al mercado. Produciendo 345 HP (257 kilovatios) los primeros B2K y 450 lb-pie (610 N·m) de par máximo. Más tarde el B2K produciría 450 HP (336 kilovatios) y 613 lb-pie (831 N·m) de par.
Un derivado del Corvette Twin Turbo, el Callaway SledgeHammer de 880 HP (656 kilovatios), registró una velocidad de 254,76 mph (410 kilómetros por hora) en la pista del Ohio's Transportation Research Center, siendo el coche más rápido de carretera en ese momento.

## Ediciones especiales

### Auto de seguridad

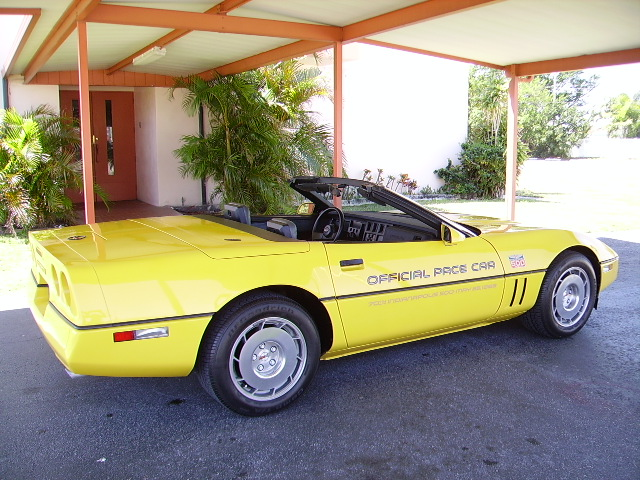
Pace Car Edición Indy 500 de 1986

Un descapotable amarillo fue el auto de seguridad para la carrera Indianapolis 500 en 1986. Esto marcó el regreso de la carrocería descapotable, ausente de la alineación Corvette desde 1975. Todas las 7315 unidades del Corvette descapotable de 1986 (todos los colores exteriores) tenían identificación "Indy 500 Pace Car".

### 35 Aniversario

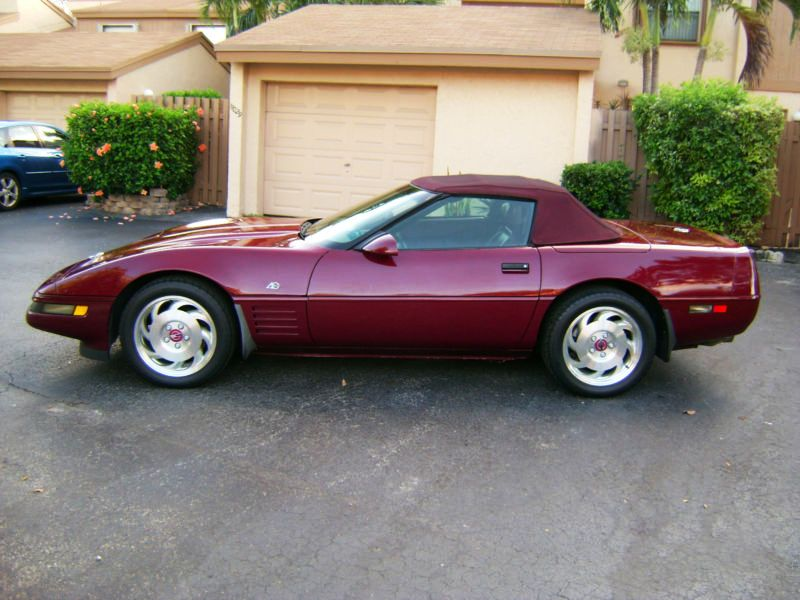
Corvette Convertible 40 Aniversario de 1993

La edición 35 Aniversario 1988, también conocida como la  "Triple White Corvette"  es un coupé blanco Corvette con llantas blancas y el interior blanco (incluyendo asientos y volante). También cuenta con un top negro extraíble y estaba equipada con todo, incluyendo sus propios emblemas únicos. El coche 35 Aniversario es el segundo Corvette de unidades limitadas en su historia, con cada vehículo que recibe un número de placa grabada en la consola. Había 2050 coches construidos y un cotizado 180 de estos fueron los automóviles de transmisión manual, haciendo de este raro y de colección Corvette.
En 2009, la casa de subastas Barrett-Jackson de Palm Beach ofreció un original primer Corvette Z01 35 Aniversario con solo 1098 km (682 millas). El motor de 350/245 se acopla a una transmisión rara de 4 velocidades manual (MMF), una opción elegida por el 19 %. Durante 21 años, el coche fue almacenado en un ambiente de clima controlado. Por el 35 aniversario de Corvette pujaron $ 37 500 y con la comisión del precio de venta final fue de $ 41 250. Esto superó fácilmente el alto precio para una edición 35 Aniversario de $ 32 100 en una subasta RM celebrada en 1998 en Monterey (California), que se enumeran en la base de datos VetteMarket.com.

### 40 Aniversario

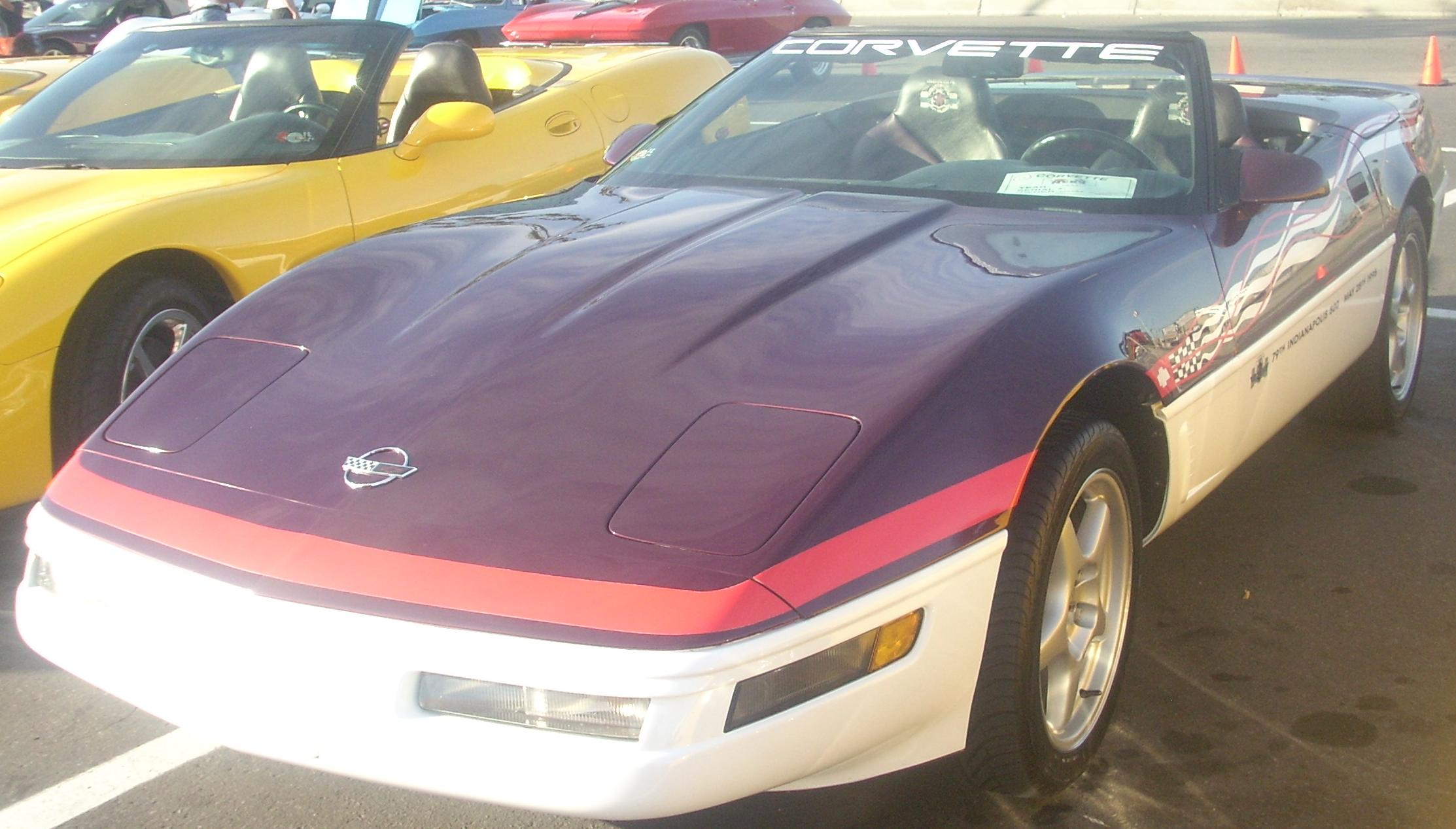
Indy 500 Pace Car edition convertible de 1995

El paquete de 40 Aniversario 1993 estaba disponible en todos los modelos. Incluía pintura metalizada Rojo Rubí y asientos Ruby Red deportivos de cuero, junto con el ajuste y emblemas especiales. 6 749 fueron vendidos a un costo adicional de $ 1455. Una cantidad proporcionalmente menor de 40 Corvettes paquete aniversario fueron producidos en Aqua Blue Metallic con asientos de cuero blanco. Los asientos conservan los emblemas del 40 aniversario, pero no incluyen los emblemas de la defensa. Se estima que 12 fueron construidos con capotas blancas y el interior blanco.

### Indy Pace Car
En 1995, un convertible C4 fue de nuevo el coche de seguridad para la Indianapolis 500, y una edición especial de auto de seguridad se le ofreció. 527 fueron construidos.

### Grand Sport

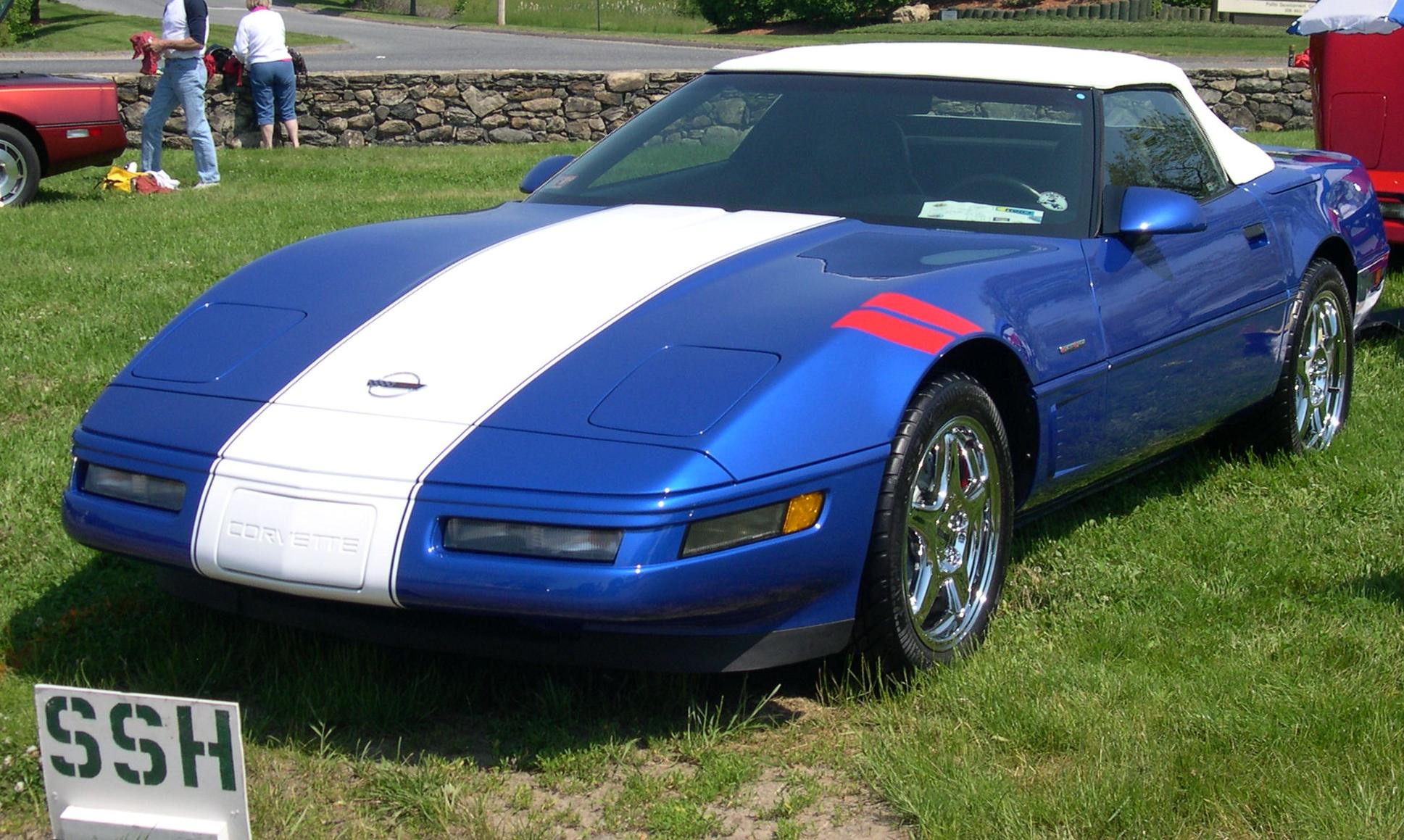
Grand Sport de 1996

Chevrolet lanzó la versión Grand Sport (GS) en 1996 para conmemorar el final de la producción del Corvette C4. El apodo Grand Sport es un guiño al modelo original Grand Sport producido en 1963 se produjeron un total de 1000 GS Corvettes, 810 como cupés y 190 como los convertibles. El GS 1996 vino con el motor V8 LT4 de alto rendimiento, que produce 330 HP (246 kilovatios) y 340 lb-pie (461 N·m) de par. El Grand Sport se produjo solo en azul con una raya blanca en el medio, y las ruedas negras con dos rayas rojas en arco de la rueda del lado del conductor delante añadido a su aspecto distintivo.

### Edición Coleccionista
El 1996 Edición Coleccionista fue el último de los Corvettes C4, al igual que los 1 982 Collectors Edition fue el último de la C3. Incluía pintura Sebring Plata y adornos especiales. De los 5412 construidos, 4031 eran cupés y 1381 eran convertibles. Costó $ 1250 extra.

## Concept cars

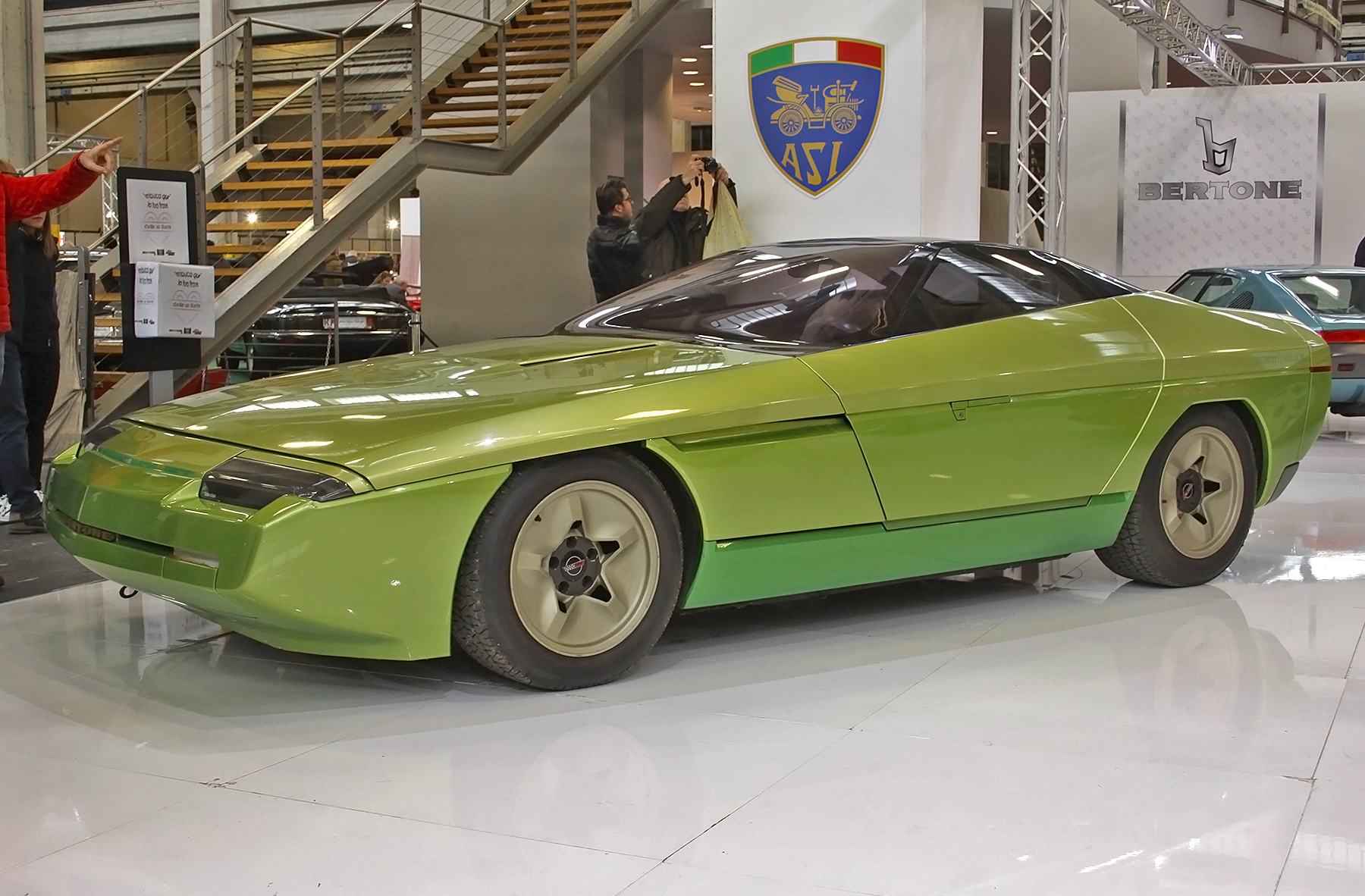
Chevrolet Ramarro Bertone 1984